# 순자야
순자야는 1979년 공개된 대한민국의 영화이다.

## 배역
- 이영옥
- 신성일
- 진봉진
- 이치우
- 도금봉
- 장순자
- 오경아
- 김현지
- 문미봉
- 조용수
- 국정환